# Rdio
rdio er en skandinavisk streamingtjeneste, der blev grundlagt i 2010 af Skypes grundlæggere. Rdio er en konkurrent til Deezer, Spotify, Beats Music, Apple Music og mange flere!

## Historie
Rdio blev lanceret i august 2010 af grundlæggerne af Skype, danske Janus Friis og svenske Niklas Zennström.

### Markedet
Tjenesten er tilgængelig i USA, Canada, Storbritannien, Tyskland, Frankrig, Australien, New Zealand, Portugal, Brasilien, Danmark, Finland og Spanien.